# タキヒヨー
タキヒヨー株式会社（英: Takihyo Co., Ltd.）は、愛知県名古屋市西区に本社を置く繊維専門商社である。

## 概要
初代瀧兵右衛門が1751年（宝暦元年）5月、古知野（現・愛知県江南市）にて絹織物の卸売業である「絹屋兵衛門」を創業したのが始まりで、1864年（元治元年）に「絹屋定助」（現・瀧定名古屋）を分家した。
戦後、呉服業から繊維商社に転換し、テキスタイル事業・アパレル事業・生活関連事業・百貨店事業を展開しており、独自ブランドやショップの立ち上げなども行っている。横浜松坂屋の前身の野澤屋呉服店創業時や、ユニーが合併して誕生した際にも出資するなど、名古屋関連の小売業の発展にも深く関った名門商社。
以前の本社があったビルは名古屋初の100メートル級の高層ビルとして建設され、タキヒヨー丸の内ビルとして有名であったが、その前後に経営難に陥り旧東海銀行より社長を受け入れるとともに旧東京海上火災にビルを売却した。現在は再建が軌道に乗り、再び創業家出身者が社長に復帰している。

## 沿革
- 1751年 - 現在の愛知県江南市で京呉服・絹織物卸売商「絹屋兵衛門」を創業[1]。
- 1912年 - 「株式会社滝兵商店」を設立。法人組織へ移行[1]。蒲郡市竹島海岸に料理旅館「常磐館」を開業。
- 1932年 - 竹島橋（蒲郡市）を寄付。
- 1934年 - 蒲郡ホテル（現蒲郡クラシックホテル）を開業。
- 1937年 - 蒲郡市三谷に子安弘法大師像を寄付。弘法大師に抱かれている子のモデルは七代 滝富夫。
- 1943年 - 「株式会社滝兵商店」から「瀧兵株式会社」に商号を変更[1]。
- 1967年 - 「瀧兵株式会社」から「タキヒヨー株式会社」に商号を変更[1]。
- 1969年 - ほていや、西川屋チェンとの共同出資により共同仕入れ会社ユニーを設立。
- 1971年 - 旭洋株式会社を吸収合併。
- 1973年 - タキヒヨー丸の内ビル完成。
- 1975年 - 米国のアンクライン社を買収。
- 1980年 - 東京海上火災にタキヒヨー丸の内ビルを売却。
- 1985年 - 米国にてダナ・キャラン・ニューヨークの設立に出資。
- 1988年 - 香港に現地法人「瀧兵香港有限公司」を設立[1]。
- 1994年 - 名古屋証券取引所市場第二部に株式を上場[1]。
- 1995年 - イタリア・ミラノに現地法人「タキヒヨーイタリアS.P.A.」を設立[1]。
- 2000年 - 子会社の株式会社コンパーノと株式会社キンヨーファブリックを合併。
- 2001年 - ウォルト・ディズニー・ジャパンとマスターライセンス契約を締結。
- 2002年 - 東京証券取引所市場第2部に上場[1]。
- 2005年 - 東証及び名証1部に上場[1]。
- 2008年 - それまで入居していた名古屋東京海上日動ビルの建て替えにより、本社を名古屋ルーセントタワーへ移転。
- 2012年 - ゴルフウェアブランド「zoy」を展開する株式会社マックスアンドグローイングを買収[1]。
- 2014年 - 完全子会社である株式会社マックスアンドグローイングを吸収合併[1][5]。
- 2015年 - 「大連品質管理センター」設立、品質の向上を図る。婦人販売グループ設置、売上シェアの拡大。世界最大規模の生地見本市「プルミエール・ヴィジョン・ファブリック」に初出展、海外の販路拡大。
- 2016年 - 雑貨ブランド「JU'STO」販売開始。
- 2017年 - 新基幹システムを導入。東京支店移転（東京都中央区銀座）。
- 2018年 - セレクトショップ「Melangetop」オープン。
- 2019年 - サステイナブルチーム設立。
- 2020年 - ゴルフウェアブランド「WAAC」、「G/FORE」販売開始。大阪支店移転（大阪市中央区久太郎町）。ティー・エル・シー株式会社を吸収合併。マテリアル営業部設立。
- 2024年 - しまむらや広告制作のAI model社と共同開発したＡＩモデル「瑠菜（るな）」を使った新しいプロモーションを開始[6]。

## 主要事業所
- 本社
- 支店 - 東京支店、大阪支店
- 海外事務所 - ニューヨーク、ミラノ

## タキヒヨーグループ
- ティー・エフ・シー株式会社
- ティー・エル・シー株式会社
- 株式会社タキヒヨー・オペレーション・プラザ
- ティー・ティー・シー株式会社
- 瀧兵香港有限公司
- タキヒヨー（上海）貿易有限公司
- タキヒヨー韓国株式会社